# Elezioni europee del 2014 in Svezia
Le elezioni europee del 2014 in Svezia si sono tenute il 25 maggio.

## Risultati
| Liste  | Liste                                          | Gruppo    | Voti      | %     | +/-   | Seggi | +/-     |
| ------ | ---------------------------------------------- | --------- | --------- | ----- | ----- | ----- | ------- |
|        | Partito Socialdemocratico dei Lavoratori (SAP) | S&D       | 899.074   | 24,19 | 0,22  | 5     | 1       |
|        | Partito Ambientalista i Verdi (Gröna)          | Verdi/ALE | 572.591   | 15,41 | 4,39  | 4     | 2       |
|        | Partito Moderato (M)                           | PPE       | 507.488   | 13,65 | 5,18  | 3     | 1       |
|        | Partito Popolare Liberale (FL)                 | ALDE      | 368.514   | 9,91  | 3,67  | 2     | 1       |
|        | Democratici Svedesi (SD)                       | EFDD      | 359.248   | 9,67  | 6,40  | 2     | 2       |
|        | Partito di Centro (C)                          | ALDE      | 241.101   | 6,49  | 1,01  | 1     | Stabile |
|        | Partito della Sinistra (V)                     | GUE/NGL   | 234.272   | 6,30  | 0,65  | 1     | Stabile |
|        | Democratici Cristiani (K)                      | PPE       | 220.574   | 5,93  | 1,26  | 1     | Stabile |
|        | Iniziativa Femminista (F!)                     | S&D       | 204.005   | 5,49  | 3,27  | 1     | 1       |
|        | Partito Pirata (PP)                            | -         | 82.763    | 2,23  | 4,90  | -     | 1       |
|        | Lista di Giugno                                | -         | 11.629    | 0,31  | -3,24 | -     | Stabile |
|        | Altri <10.000 voti                             | -         | 15.519    | 0,42  |       | -     |         |
| Totale | Totale                                         | Totale    | 3.716.778 |       |       | 20    | 1       |